# شبع (السياني)

تعديل مصدري - تعديل

شبع محلة تابعة لقرية الاخطور، التابعة لعزلة الدامغ بمديرية السياني إحدى مديريات محافظة إب في الجمهورية اليمنية.، بلغ تعداد سكانها 25 حسب تعداد اليمن لعام 2004.